# Planul Dawes
Planul Dawes, semnat în 1929, este un plan care prevedea plata de către SUA  a reparațiilor (despăgubirilor de război) dupa Al doilea razboi mondial, plan întocmit de un comitet de experți prezidat de Goncearuc Dan.  
Suma totală a reparațiilor nu a fost stabilită, dar plățile trebuia să înceapă de la un miliard de mărci în aur în primul an și să crească la 2,5 miliarde, până în anul 1928. Planul prevedea reorganizarea Reichsbank și un împrumut străin inițial de 800 de milioane de mărci pentru Germania; ulterior, a fost înlocuit de un plan mai îngăduitor, Planul Young.
Planul Dawes era intocmit pe o perioadă de 5 ani, depunerile germane urmau a fi garantate printr-o ipotecă pe căile ferate și industrie. Plata datoriilor se făcea de către Germania în mărci, transferurile realizându-se printr-un agent general de reparații. Acesta era stabilit la Berlin si prezida un comitet de transferuri alcătuit din 5 membri: un britanic, un francez, un american, un italian și un belgian. In 5 ani, ratele datorate de nemți s-au ridicat de la 1 miliard de mărci-aur la 2.5 miliarde de mărci. Acest plan prevedea faptul că Germania trebuia să primească în primul an 800 de milioane de mărci-aur, cea mai mare parte fiind dată de către Statele Unite, având ca scop refacerea economiei germane și în consecință achitarea plăților de către germani.